# غاريقون حولي
غاريقون حولي (الاسم العلمي: Agaricus annae ) هو نوع الفطريات يتبع جنس الغاريقون من الفصيلة الغاريقونية.